# Sint-Pieterskerk (Puurs)

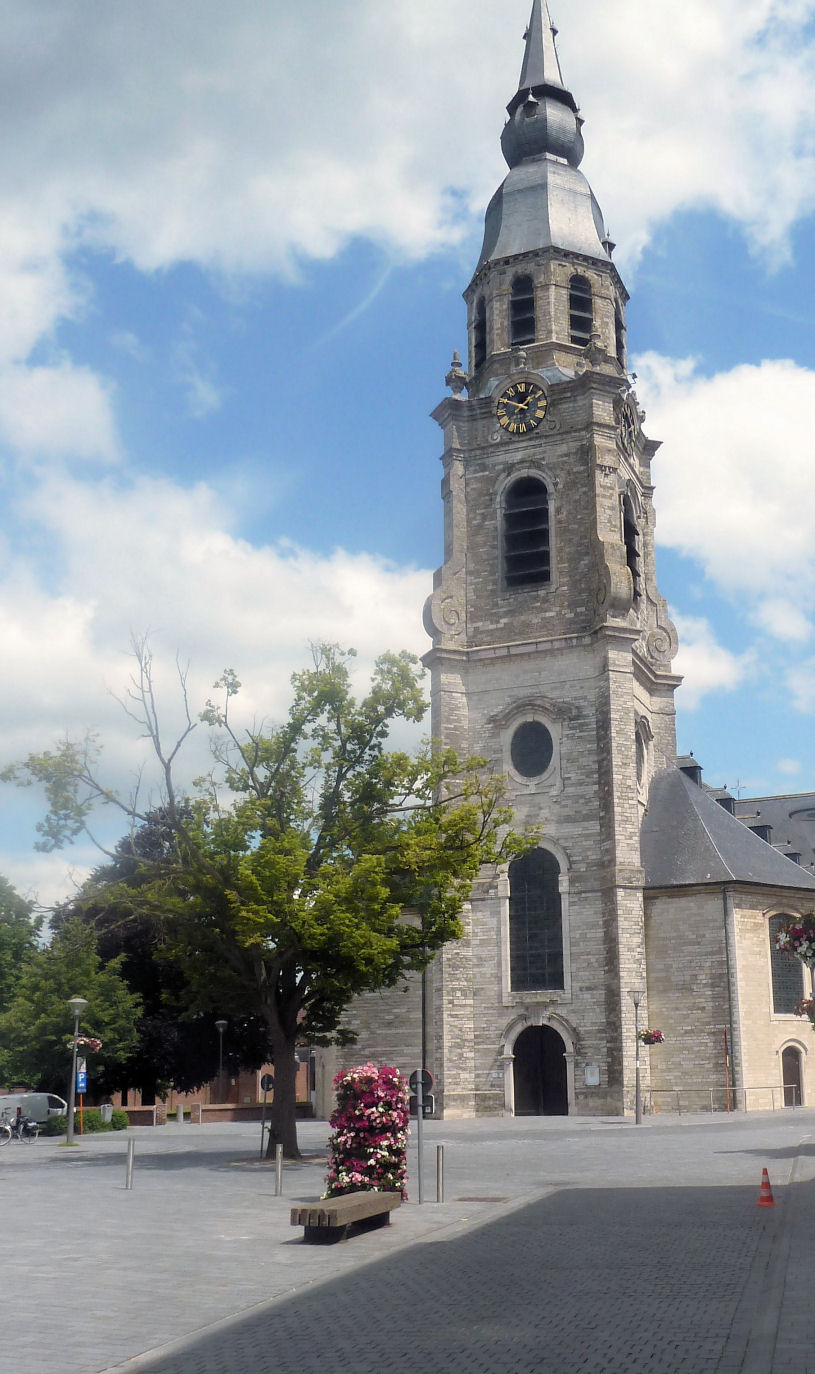
Sint-Pietersparochie

De Sint-Pieterskerk is de parochiekerk van de tot de Antwerpse gemeente Puurs-Sint-Amands behorende plaats Puurs, gelegen aan het Kerkplein 2.

## Geschiedenis
Opgravingen toonden het bestaan aan van een houten Karolingisch kerkje met een halfronde zandstenen apsis, dat rond 900 moet zijn gebouwd. In 1139 was er al sprake van een eenbeukige natuurstenen romaanse kerk. In de 12e eeuw werd een romaanse toren gebouwd en midden 13e eeuw werd een transept opgericht. In de eerste helft van de 15e eeuw werd de kerk in gotische trant vergroot met een groter koor en een nieuwe westtoren. Zowel in de 17e, de 18e en de 19e eeuw werden wijzigingen aangebracht. Niettemin vormt het gebouw een harmonisch geheel.

## Gebouw
Het betreft een georiënteerde driebeukige kerk, opgetrokken in zandsteen. De kerk heeft een vijfvoudig afgesloten koor. De westtoren is ingebouwd tussen de doopkapel en de winterkapel.
In de oostelijke muur van het zuidelijke transept zijn nog resten van de 12e-eeuwse kerk te vinden in Doornikse steen. Het gotisch koor is uit het begin van de 15e eeuw. Het noordelijk transept, ook in gotische stijl, is van 1640-1642. De in barokstijl uitgevoerde toren is van 1665-1689, Van 1742-1755 werd de kerk vergroot waarbij het kerkschip en de zijbeuken in classicistische stijl werden uitgevoerd.

## Interieur
Het schip en de zijbeuken zijn in classicistishe stijl uitgevoerd. De scheiwanden rusten op Toscaanse zuilen.
De kerk bezit het schilderij kruisafneming door J.B. Sayve uit het begin van de 17e eeuw. Ook zijn er beelden uit de 17e, de 18e en de 19e eeuw. De preekstoel is 18e-eeuws. Het Delhaye-orgel is van 1723.